# Actinotus periculosus
Actinotus periculosus är en flockblommig växtart som beskrevs av Henwood. Actinotus periculosus ingår i släktet Actinotus och familjen flockblommiga växter. Inga underarter finns listade i Catalogue of Life.